# 1989
1989. је била проста година.

## Догађаји

### Јануар
- 7. Јануар — Оформљена је навијачка група клуба Црвена Звезда Делије север уједињењем навијачких фракција.[1]

- 20. јануар — Џорџ Х. В. Буш инаугурисан за 41. председника САД
- 24. јануар — Амерички серијски убица Тед Банди је погубљен електричном столицом због убиства најмање 30 жена.

### Фебруар
- 3. фебруар — Парагвајски председник Алфредо Стреснер је збачен у војном пучу који је предводио Андрес Родригез.
- 10. фебруар — Рон Браун је изабран за председавајућег Демократског националног комитета Демократске странке поставши први Афроамериканац на челу једне од две водеће америчке странке.
- 12. фебруар — Совјетски ратни бродови су изгурали америчке ратне бродове из совјетских територијалних вода у Црном мору.
- 14. фебруар — Ирански верски вођа ајатолах Рухолах Хомеини фатвом наредио смртну казну за енглеског писца индијског порекла Салмана Рушдија због дела „Сатански стихови“, које је у Ирану оцењено као увреда ислама.
- 20. фебруар — Отпочео је генерални штрајк албанских рудара у руднику Трепча код Приштине, у знак протеста због најављених уставних и политичких промена.
- 27. фебруар — После седам година неспоразума и међународне арбитраже Израел Египту вратио град Табу на Црвеном мору, који је окупирао у Шестодневном рату 1967.
- 27. фебруар — Словеначки лидер, Милан Кучан, на митингу у Љубљани подржао захтеве албанских рудара.
- 28. фебруар — Милион људи на митингу у Београду захтевало хапшење највиших, тадашњих, косовских функционера и исказало подршку Слободану Милошевићу.

### Март
- 15. март — После концерта у Дервенти, распала се група "Бијело дугме".
- 24. март — У водама Аљаске, танкер Ексон Валдез се насукао и наредних дана испустио је више од четири милиона тона нафте.
- 28. март — Скупштина СР Србије је прогласила амандмане на Устав Србије, којим је покрајинама одузета могућност вета на уставне промене у Србији и део законодавне, управне и судске функције.

### Април
- 7. април — Совјетска подморница Комсомолец је потонула у Баренцовом мору, усмртивши 42 морнара.
- 9. април — Деветоаприлска трагедија
- 15. април — На фудбалском стадиону Хилсборо у Шефилду, на препуњеним трибинама погинуло 96, а повређено 200 особа када су на већ пун стадион пуштене нове групе навијача.
- 17. април — Циклон Орсон

### Мај
- 2. мај — Мађарска отворила границу према Аустрији. Прве најаве пада Гвоздене завесе.
- 6. мај — На Песма Евровизије 1989. победу је однела песма Rock Me коју је изводила група Рива.
- 8. мај — Слободан Милошевић изабран за председника Председништва СР Србије
- 10. мај — ФК Партизан је освојио Куп Југославије, после 32 године, победом над Вележом из Мостара резултатом 6:1 на Стадиону ЈНА.
- 15. мај —  Основан Радио Б92
  - Јанез Дрновшек изабран за председника Председништва СФРЈ.
- 19. мај — Током студентских демонстрација у Пекингу смењен генерални секретар Комунистичке партије Кине Џао Цијанг јер се успротивио ванредним мерама и примени силе против студената.

### Јун
- 3. јун — У експлозији гасовода на Транссибирској железници дигнута су у ваздух два путничка воза, при чему је погинуло 575 људи, а око 600 је рањено.
- 4. јун — Кинеске власти су растуриле студентске демонстрације на пекиншком тргу Тјенанмен на којима је тражена демократизација земље.
- 4. јун — Црвена звезда је постала првак Европе у атлетици
- 5. јун — Непознати демонстрант је сам зауставио колону кинеских тенкова током протеста на Тјенамену, пре него што је одвучен.
- 8. јун — Поморски археолог Роберт Балард лоцирао је олупину немачког бојног брода Бизмарк.
- 28. јун — На Косову Пољу више од милион људи присуствовало централној прослави 600 година Косовске битке. Централни говор одржао Слободан Милошевић, тадашњи председник Председништва Србије. Прослави присуствовали највиши југословенски државни и партијски функционери. Видети Прослава 600 година Косовске битке

### Јул
- 14. јул —  Расписан је Зајам за препород Србије
- 15. Јул — У Венецији је одржан концерт рок групе Пинк Флојд. По проценама, концерту је присуствовало око 200.000 људи уз још 100 милиона гледалаца у свету који су пратили концерт преко сателитског преноса. Због лоше организације догађаја од стране градске управе, становници су затражили оставку тадашњег градоначелника Антонија Касалатија и целокупног градског већа.[2]

### Август
- 25. август — После 12 година и шест милијарди пређених километара, амерички васионски брод без људске посаде „Војаџер 2“ доспео је до планете Нептун и њеног сателита Тритон и послао на Земљу снимке тих небеских тела.

### Септембар
- 10. септембар — Мађарска је отворила границу према Западу и допустила одлазак око 7.000 избеглица из Источне Немачке у Западну Немачку.
- 12. септембар — У пољском парламенту прихваћена влада једног од лидера покрета Солидарност Тадеуша Мазовјецког, чиме је формално окончана владавина комуниста у Пољској.
- 27. септембар — Скупштина Словеније усвојила амандмане на републички Устав којима проглашава приоритет републичког законодавства над савезним.

### Октобар
- 2. октобар — Гари Каспаров је победио на шаховском турниру у Тилбургу.
- 15. октобар — Свечано отворена реконструисана и дограђена зграда Народног позоришта у Београду након трогодишње реконструкције.

### Новембар
- 9. новембар — Источнонемачке власти укинуле су забрану преласка из источног у западни део Немачке и исто вече хиљаде грађана окупило се и отпочело рушење Берлинског зида.
- 10. новембар — Бугарски комунистички лидер Тодор Живков смењен с власти након 33-годишње владавине.
- 17. новембар — У експлозији у руднику угља у Алексинцу погинуло 92 рудара.
- 22. новембар — У Бејруту убијен председник Либана Рене Муавад, док је пролазио кроз град у свечаној поворци поводом Дана независности.

### Децембар
- 1. децембар — Србија уводи економске санкције према Словенији, започиње бојкот словеначке робе у српским продавницама.
- 14. децембар — Опозициони лидер Патрисио Ајлвин изабран за председника Чилеа на првим слободним изборима у тој земљи од 1970.
- 16. децембар — Почетак протеста у Темишвару против комунистичких власти, протести који су започели у Румунској револуцији децембра 1989. године
- 20. децембар — САД су почеле инвазију на Панаму ради збацивања бившег америчког штићеника, премијера Мануела Норијеге.
- 25. децембар — Председник Румуније Николаје Чаушеску осуђен на смртну казну стрељањем, окончана владавина комунизма у овој држави.

## Рођења

### Јануар
- 4. јануар — Лабринт, енглески музичар и музички продуцент[3]
- 4. јануар — Марко Новаковић, српски кајакаш[4]
- 9. јануар — Нина Добрев, канадско-бугарска глумица[5]
- 9. јануар — Самардо Самјуелс, јамајкански кошаркаш
- 12. јануар — Аксел Витсел, белгијски фудбалер[6]
- 12. јануар — Бранко Лазић, српски кошаркаш[7]
- 13. јануар — Јована Пајић, српска певачица[8]
- 17. јануар — Антоан Дио, француски кошаркаш[9]
- 21. јануар — Догуш Балбај, турски кошаркаш
- 21. јануар — Хенрих Мхитарјан, јерменски фудбалер[10]
- 24. јануар — Ђаре, српски репер
- 30. јануар — Јосип Пиварић, хрватски фудбалер[11]

### Фебруар
- 2. фебруар — Иван Перишић, хрватски фудбалер[12]
- 3. фебруар — Слободан Рајковић, српски фудбалер[13]
- 3. фебруар — Габор Каса, српски бициклиста
- 7. фебруар — Никос Калатес, грчки кошаркаш
- 7. фебруар — Ајзеја Томас, амерички кошаркаш
- 9. фебруар — Пабло Агилар, шпански кошаркаш
- 16. фебруар — Елизабет Олсен, америчка глумица[14]
- 18. фебруар — Соња Петровић, српска кошаркашица[15]
- 19. фебруар — Стефан Живановић, српски кошаркаш[16]
- 20. фебруар — Стефан Стојачић, српски кошаркаш[17]
- 21. фебруар — Корбин Блу, амерички глумац, музичар и модел[18]
- 24. фебруар — Данијел Калуја, енглески глумац и сценариста[19]
- 25. фебруар — Милан Бадељ, хрватски фудбалер[20]
- 28. фебруар — Чарлс Џенкинс, америчко-српски кошаркаш[21]

### Март
- 1. март — Оливера Молдован, српска кајакашица
- 2. март — Тоби Алдервајрелд, белгијски фудбалер[22]
- 2. март — Марсел Хиршер, аустријски алпски скијаш[23]
- 3. март — Душан Катнић, српски кошаркаш[24]
- 6. март — Агњешка Радвањска, пољска тенисерка[25]
- 8. март — Радосав Петровић, српски фудбалер[26]
- 11. март — Малком Делејни, амерички кошаркаш
- 11. март — Антон Јелчин, амерички глумац (прем. 2016)[27]
- 12. март — Бела Морети, америчка порнографска глумица[28]
- 13. март — Холгер Бадштубер, немачки фудбалер[29]
- 13. март — Марко Марин, немачки фудбалер[30]
- 15. март — Адријен Силва, португалски фудбалер[31]
- 16. март — Блејк Грифин, амерички кошаркаш[32]
- 17. март — Невен Мајсторовић, српски одбојкаш
- 18. март — Лили Колинс, енглеска глумица и модел[33]
- 18. март — Филип Крушлин, хрватски кошаркаш[34]
- 21. март — Жорди Алба, шпански фудбалер[35]
- 23. март — Никола Гулан, српски фудбалер[36]
- 25. март — Џејмс Андерсон, амерички кошаркаш
- 29. март — Латавијус Вилијамс, амерички кошаркаш[37]
- 30. март — Тамара Драгичевић, српска глумица[38]
- 30. март — Жоао Соуза, португалски тенисер[39]

### Април
- 2. април — Миленко Зорић, српски кајакаш[40]
- 2. април — Гиорги Шермадини, грузијски кошаркаш
- 4. април — Иван Смиљанић, српски кошаркаш[41]
- 5. април — Џастин Холидеј, амерички кошаркаш[42]
- 5. април — Лили Џејмс, енглеска глумица[43]
- 10. април — Томас Ертел, француски кошаркаш
- 12. април — Соња Мугоша, српска клизачица[44]
- 12. април — Адам Ханга, мађарски кошаркаш
- 14. април — Ненад Беђик, српски веслач[45]
- 18. април — Бојан Богдановић, хрватски кошаркаш[46]
- 19. април — Марко Арнаутовић, аустријски фудбалер
- 22. април — Јаспер Силесен, холандски фудбалски голман
- 23. април — Никол Вајдишова, чешка тенисерка[47]
- 27. април — Јована Николић, српска клизачица[48]
- 28. април — Јелена Брукс, српска кошаркашица
- 29. април — Домагој Вида, хрватски фудбалер[49]

### Мај
- 1. мај — Робин Бенцинг, немачки кошаркаш
- 1. мај — Христина Козловска, украјинска списатељица, песникиња и новинарка
- 3. мај — Села Су, белгијска музичарка
- 5. мај — Крис Браун, амерички певач, плесач и глумац[50]
- 5. мај — Фран Пилепић, хрватски кошаркаш[51]
- 5. мај — Секу Саного, фудбалер из Обале Слоноваче[52]
- 6. мај — Доминика Цибулкова, словачка тенисерка[53]
- 8. мај — Беноа Пер, француски тенисер[54]
- 11. мај — Ђовани дос Сантос, мексички фудбалер[55]
- 11. мај — Драган Милосављевић, српски кошаркаш[56]
- 16. мај — Бехати Принслу, намибијска манекенка и модел[57]
- 23. мај — Џефери Тејлор, америчко-шведски кошаркаш[58]
- 24. мај — Павел Громико, руски кошаркаш[59]
- 24. мај — Калин Лукас, амерички кошаркаш[60]
- 24. мај — Џи-Изи, амерички музичар и музички продуцент[61]
- 28. мај — Стефан Балмазовић, српски кошаркаш[62]
- 31. мај — Немања Милуновић, српски фудбалер[63]
- 31. мај — Марко Ројс, немачки фудбалер[64]

### Јун
- 3. јун — Имоџен Путс, енглеска глумица[65]
- 5. јун — Филип Човић, српски кошаркаш[66]
- 8. јун — Тимеа Бачински, швајцарска тенисерка
- 8. јун — Урош Луковић, српски кошаркаш[67]
- 9. јун — Славко Перовић, српски фудбалер[68]
- 10. јун — Ел Фарду Бен, коморски фудбалер[69]
- 10. јун — Александра Стан, румунска музичарка[70]
- 12. јун — Џеф Брукс, америчко-италијански кошаркаш
- 13. јун — Срђан Николовски, српски лекар и научник
- 14. јун — Луси Хејл, америчка глумица и певачица[71]
- 14. јун — Кори Хигинс, амерички кошаркаш
- 17. јун — Сајмон Бетл, америчка глумица и певачица (прем. 2014)[72]
- 17. јун — Владимир Лучић, српски кошаркаш[73]
- 18. јун — Пјер Емерик Обамејанг, габонски фудбалер[74]
- 22. јун — Зоран Драгић, словеначки кошаркаш[75]
- 22. јун — Вилијам Мозли, амерички кошаркаш[76]
- 27. јун — Метју Луис, енглески глумац[77]
- 29. јун — Колтон Ајверсон, амерички кошаркаш[78]

### Јул
- 1. јул — Данијел Рикардо, аустралијски аутомобилиста[79]
- 2. јул — Катарина Живковић, српска певачица
- 3. јул — Кени Габријел, амерички кошаркаш[80]
- 5. јул — Дејан Ловрен, хрватски фудбалер[81]
- 7. јул — Никола Марковић, српски кошаркаш[82]
- 8. јул — Стеван Јеловац, српски кошаркаш (прем. 2021)[83]
- 11. јул — Мартин Клижан, словачки тенисер[84]
- 13. јул — Саша Чађо, српска кошаркашица[85]
- 15. јул — Ентони Рандолф, америчко-словеначки кошаркаш
- 16. јул — Гарет Бејл, велшки фудбалер[86]
- 17. јул — Иван Стринић, хрватски фудбалер[87]
- 18. јул — Семјон Антонов, руски кошаркаш[88]
- 20. јул — Јуриј Газински, руски фудбалер[89]
- 21. јул — Миро Билан, хрватски кошаркаш
- 21. јул — Весна Долонц, српска тенисерка
- 21. јул — Џуно Темпл, енглеска глумица[90]
- 21. јул — Крис Гантер, велшки фудбалер[91]
- 23. јул — Милош Весић, српски фудбалски голман[92]
- 23. јул — Данијел Редклиф, енглески глумац[93]
- 25. јул — Бредли Вонамејкер, амерички кошаркаш[94]
- 25. јул — Стефан Петрушић, српски певач[95]
- 31. јул — Викторија Азаренка, белоруска тенисерка[96]

### Август
- 1. август — Малком Армстед, амерички кошаркаш[97]
- 2. август — Насер Чадли, белгијски фудбалер[98]
- 3. август — Жил Бјанки, француски аутомобилиста (прем. 2015)
- 5. август — Даница Радојичић, српска фармацеуткиња, научница и певачица
- 7. август — Демар Дерозан, амерички кошаркаш[99]
- 12. август — Том Клеверли, енглески фудбалер[100]
- 14. август — Андер Ерера, шпански фудбалер[101]
- 15. август — Џо Џонас, амерички музичар и глумац, најпознатији као члан групе Jonas Brothers[102]
- 16. август — Муса Сисоко, француски фудбалер[103]
- 18. август — Ана Дабовић, српска кошаркашица[104]
- 21. август — Рајко Брежанчић, српски фудбалер[105]
- 21. август — Хејден Панетијер, америчка глумица, модел и певачица[106]
- 21. август — Дмитриј Хвостов, руски кошаркаш[107]
- 22. август — Сеад Шеховић, црногорски кошаркаш[108]
- 25. август — Кајл Кјурик, америчко-словачки кошаркаш[109]
- 25. август — Никола Малешевић, српски кошаркаш[110]
- 25. август — Кевин Џоунс, амерички кошаркаш[111]
- 26. август — Џејмс Харден, амерички кошаркаш
- 28. август — Валтери Ботас, фински аутомобилиста[112]
- 29. август — Бранислав Трајковић, српски фудбалер[113]
- 30. август — Биби Рекса, америчка музичарка и музичка продуценткиња

### Септембар
- 1. септембар — Бил Каулиц, немачки музичар
- 1. септембар — Данијел Стариџ, енглески фудбалер[114]
- 1. септембар — Јанис Стрелнијекс, летонски кошаркаш[115]
- 4. септембар — Рикардињо, бразилски фудбалер[116]
- 5. септембар — Кет Грејам, америчка глумица, певачица, плесачица и модел
- 8. септембар — Авичи, шведски музичар, музички продуцент и ди-џеј (прем. 2018)
- 9. септембар — Даирис Бертанс, летонски кошаркаш
- 12. септембар — Рафал Мајка, пољски бициклиста[117]
- 12. септембар — Ања Шарановић, српска манекенка
- 13. септембар — Томас Милер, немачки фудбалер[118]
- 14. септембар — Џими Батлер, амерички кошаркаш
- 15. септембар — Илнур Закарин, руски бициклиста
- 18. септембар — Серж Ибака, конгоанско-шпански кошаркаш[119]
- 18. септембар — Едвин Џексон, француски кошаркаш[120]
- 21. септембар — Џејсон Деруло, амерички музичар[121]
- 22. септембар — Дарко Балабан, српски кошаркаш[122]

### Октобар
- 1. октобар — Бри Ларсон, америчка глумица[123]
- 4. октобар — Дакота Џонсон, америчка глумица и модел[124]
- 12. октобар — Марко Ивковић, навијач Црвене звезде који је трагично изгубио живот у Истанбулу, уочи утакмице кошаркашке Евролиге (прем. 2014)
- 13. октобар — Александрија Окасио-Кортез, америчка политичарка и активисткиња
- 15. октобар — Ентони Џошуа, енглески боксер
- 17. октобар — Милош Димић, српски кошаркаш[125]
- 19. октобар — Миндаугас Кузминскас, литвански кошаркаш[126]
- 19. октобар — Николија Јовановић, српска певачица[127]
- 20. октобар — Јанина Викмајер, белгијска тенисерка[128]
- 20. октобар — Џес Глин, енглеска музичарка[129]
- 22. октобар — Вили Ворен, амерички кошаркаш
- 23. октобар — Ајсис Тејлор, америчка порнографска глумица[130]
- 24. октобар — Огњен Врањеш, босанскохерцеговачки фудбалер[131]
- 25. октобар — Мија Вашиковска, аустралијска глумица и редитељка[132]
- 27. октобар — Јована Гавриловић, српска глумица[133]
- 29. октобар — Примож Роглич, словеначки бициклиста и ски скакач[134]
- 31. октобар — Матеа Милосављевић, српска глумица[135]

### Новембар
- 1. новембар — Михаил Дудаш, српски атлетичар[136]
- 2. новембар — Стеван Јоветић, црногорски фудбалер[137]
- 2. новембар — Тибор Плајс, немачки кошаркаш[138]
- 10. новембар — Тарон Еџертон, велшки глумац[139]
- 10. новембар — Џејкоб Пулен, америчко-грузијски кошаркаш[140]
- 11. новембар — Џо Регланд, америчко-либеријски кошаркаш[141]
- 16. новембар — Милан Мачван, српски кошаркаш[142]
- 16. новембар — Раста, српски музичар и музички продуцент
- 19. новембар — Кенет Фарид, амерички кошаркаш[143]
- 19. новембар — Тајга, амерички хип хоп музичар и глумац[144]
- 21. новембар — Фабијан Делф, енглески фудбалер[145]
- 21. новембар — Крис Синглтон, амерички кошаркаш
- 28. новембар — Ди Џеј Сили, амерички кошаркаш[146]

### Децембар
- 2. децембар — Матео Дармијан, италијански фудбалер[147]
- 4. децембар — Душко Бунић, српски кошаркаш[148]
- 7. децембар — Кевин Серафен, француски кошаркаш[149]
- 7. децембар — Николас Хоулт, енглески глумац[150]
- 11. децембар — Џордан Тиодор, амерички кошаркаш
- 13. децембар — Стефан Бирчевић, српски кошаркаш[151]
- 13. децембар — Микел Ланда, шпански бициклиста[152]
- 13. децембар — Тејлор Свифт, америчка музичарка, музичка продуценткиња и глумица
- 17. децембар — Андре Ају, гански фудбалер[153]
- 18. децембар — Ешли Бенсон, америчка глумица и модел[154]
- 19. децембар — Никола Јевтовић, српски кошаркаш[155]
- 24. децембар — Стив Џонсон, амерички тенисер[156]
- 27. децембар — Бенџамин Смит, енглески глумац[157]
- 29. децембар — Кеј Нишикори, јапански тенисер[158]

## Смрти

### Јануар
- 7. јануар — Хирохито, јапански цар (* 1901)
- 22. јануар — Миодраг Андрић, српски глумац (* 1943)
- 23. јануар — Салвадор Дали, шпански сликар (* 1904)
- 24. јануар — Тед Банди, амерички масовни убица (* 1946)

### Фебруар
- 27. фебруар — Конрад Лоренц, аустријски природњак, добитник Нобелове награде за медицину 1973. (* 1903)

### Март
- 8. март — Јелисавета Бикова, совјетска шахисткиња и светска шампионка у шаху (* 1913)
- 14. март — Зита од Бурбон-Парме, аустријска царица и угарска краљица (* 1892)

### Април
- 30. април — Серђо Леоне, италијански редитељ (* 1929)

### Мај
- 2. мај — Бранко Мајер, југословенски и хрватски редитељ, сценариста и глумац (* 1914)
- 20. мај — Џон Хикс, британски економиста и Нобеловац 1972. (* 1904)

### Јун
- 3. јун — Рухолах Хомеини, ирански верски вођа (* 1902)
- 27. јун — Стеван Вилотић, југословенски и српски фудбалер и фудбалски тренер (* 1925)

### Јул
- 2. јул — Андреј Громико, совјетски политичар (* 1909)
- 6. јул — Јанош Кадар, мађарски политичар (* 1912)
- 10. јул — Мел Бланк, амерички глумац (* 1908)
- 11. јул — Лоренс Оливије, британски глумац (* 1907)
- 16. јул — Херберт фон Карајан, аустријски композитор (* 1908)

### Август
- 7. август — Мира Траиловић, српски позоришни режисер, оснивач Атељеа 212 и БИТЕФ-а (* 1924)

### Септембар
- 30. септембар — Оскар Давичо, српски књижевник (* 1909)

### Октобар
- 4. октобар — Грејам Чепмен, енглески глумац (* 1941)
- 6. октобар — Бети Дејвис, америчка глумица (* 1908)
- 15. октобар — Данило Киш, српски књижевник (* 1935)
- 25. октобар — Мило Ђукановић, српски књижевник (* 1927)

### Новембар
- 5. новембар — Владимир Хоровиц, руски пијаниста (* 1903)
- 16. новембар — Франц Јозеф II, кнез Лихтенштајна (* 1906)

### Децембар
- 3. децембар — Фернандо Мартин, шпански кошаркаш (* 1962)
- 6. децембар — Ћамил Сијарић, књижевник (* 1913)
- 13. децембар — Велимир Терзић, генерал ЈНА и историчар (* 1908)
- 14. децембар — Андреј Сахаров, руски физичар, добитник Нобелове награде за мир 1975. (* 1921)
- 22. децембар — Семјуел Бекет, ирски писац и добитник Нобелове награде 1969. (* 1906)
- 25. децембар — Николаје Чаушеску, румунски политичар (* 1918)
- 27. новембар — Зуко Џумхур, путописац, сликар и карикатуриста (* 1921)

### Непознат датум
- Стерјо Спасе, македонски и албански писац (* 1914)

## Нобелове награде
- Физика — Волфганг Паул, Ханс Георг Демелт и Норман Фостер Ремзи мл.
- Хемија — Сиднеј Алтман и Томас Р. Цех
- Медицина — Ј. Мајкл Бишоп и Херолд Е. Вармус
- Књижевност — Камило Хосе Чела
- Мир — Тензин Гјатсо
- Економија — Тригве Халвемо